# Consonne affriquée uvulaire sourde
La consonne affriquée uvulaire sourde est un son consonantique peu fréquent dans les langues. Le symbole dans l'alphabet phonétique international est [q͡χ].
Selon les langues, il peut être simple [q͡χ], aspiré [q͡χʰ], éjectif [q͡χʼ], etc.

## Caractéristiques
Voici les caractéristiques de la consonne affriquée uvulaire sourde :
- Son mode d'articulation est affriquée, ce qui signifie qu’elle est produite en empêchant d'abord l'air de passer, puis le relâchant à travers une voie étroite, causant de la turbulence.
- Son point d'articulation est uvulaire, ce qui signifie qu'elle est articulée avec le dos de la langue (la dorsal) contre ou près de la luette.
- Sa phonation est sourde, ce qui signifie qu'elle est produite sans la vibration des cordes vocales.
- C'est une consonne orale, ce qui signifie que l'air ne s’échappe que par la bouche.
- C'est une consonne centrale, ce qui signifie qu’elle est produite en laissant l'air passer au-dessus du milieu de la langue, plutôt que par les côtés.
- Son mécanisme de courant d'air est égressif pulmonaire, ce qui signifie qu'elle est articulée en poussant l'air par les poumons et à travers le chenal vocatoire, plutôt que par la glotte ou la bouche.

## Symboles de l'API
Son symbole complet dans l'alphabet phonétique international est q͡χ, représentant un Q minuscule dans l'alphabet latin, suivi d'un chi minuscule, reliés par un tirant. Le tirant est souvent omis quand cela ne crée pas d'ambiguïté. Une alternative est de mettre le chi en exposant, pour indiquer le relâchement fricatif de l'affriquée.
| q͡χ               | qχ                            | qᵡ                   |
| Symbole complet. | Forme simplifiée sans tirant. | Forme avec exposant. |